# Gonzalagunia panamensis
Gonzalagunia panamensis là một loài thực vật có hoa trong họ Thiến thảo. Loài này được (Cav.) K.Schum. mô tả khoa học đầu tiên năm 1889.